# Leopold V el Virtuós

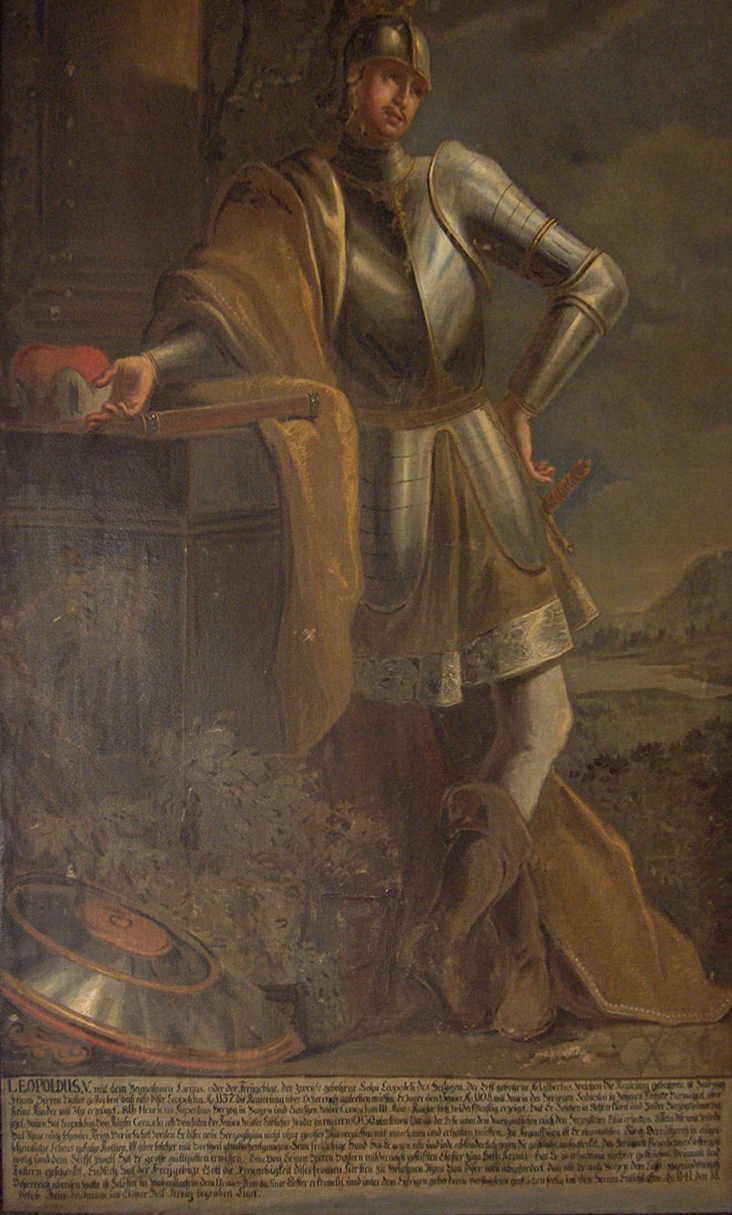
Leopold V el Vell per Josef Kremer (1759)

Leopold V de Babenberg el Virtuós (1157 – 31 de desembre de 1194 a Graz) també Leopold V el Vell fou duc d'Àustria de 1177 a la seva mort el 1194, i duc d'Estíria de 1192 a 1194. Era el fill d'Enric II Jasomirgott i de la princesa romana d'Orient Teodora Comnena.

## Biografia
El 17 d'agost de 1186 es va negociar l'acta de Georgenberg, segon la qual Leopold V va heretar el 1192 el ducat d'Estíria i alguns territoris de l'Alta Àustria, el que va reforçar les possessions del ducat d'Àustria.
Leopold és famós sobretot per la seva participació en la Tercera Croada, durant la qual va entrar en conflicte amb Ricard Cor de Lleó bé a Acre, o bé a Ascaló, segons les fonts. Al viatge de tornada el 1192, el rei d'Anglaterra va fer parada a Viena i allí fou arrestat per ordre de Leopold. Fou retingut per un cert temps a Dürnstein abans de ser lliurat a l'emperador Enric VI. El rescat fou l'enorme quantitat de sis mil eimers de plata (equivalents a 100.000 marcs de plata o sigui unes 23,3 tones, i es va utilitzar per a la construcció de la Münze Österreich (fàbrica de moneda de Viena), per una nova muralla fortificada, i per fundar noves viles (Wiener Neustadt i Friedberg).
Per aquest acte el duc fou excomunicat i se li va llençar l'interdicte pel papa Celestí III. Això no obstant, aquesta decisió no fou mai feta pública. El bisbe de Verona fou enviat per transmetre a Leopold V les condicions per aixecar l'excomunicació: Leopold V havia d'alliberar els ostatges anglesos, retornar el rescat i marxar a Terra Santa a la croada el mateix temps que havia durat la captivitat de Ricard Cor de Lleó.
Les condicions no s'havien començat a complir quan Leopold V ja va començar a preparar la nova croada. Però llavors fou ferit en un torneig i es va trencar la cama. Va prometre llavors al sacerdot catòlic d'Hartberg que compliria totes les condicions exigides per l'aixecament de l'excomunicació en cas de curar-se de la cama. Una mica més tard va prometre al bisbe de Salzburg Adalbert de Bohèmia, de sotmetre's al papa. L'excomunicació fou aixecada però Leopold V no es va curar. Va morir el 31 de desembre del 1194 de les ferides i fou enterrat a l'abadia de Heiligenkreuz. Els seus estats foren dividits entre els seus dos fills: el gran Frederic va rebre Àustria i el segon Leopold VI, Estíria.

## Matrimoni i fills
Leopold V es va casar el 1172 amb Elena d'Hongria (vers 1158-1199), filla del rei Géza II d'Hongria, de la qui va tenir dos fills: 
- Frederic I de Babenberg, duc d'Àustria (1174-1199),
- Leopold VI de Babenberg, duc d'Estíria i d'Àustria (1176-1230)

## Llegenda

Blasó d'Àustria

Segons la llegenda durant el setge de Sant Joan d'Acre (1191), la túnica blanca de Leopold es va trobar coberta de sang; en retirar el seu cinturó va quedar una banda blanca al mig del vermell donant origen al que va ser el blasó i després la bandera d'Àustria. La bandera fou adoptada per Frederic II d'Àustria al segle xiii.